# Lancaster (Ohio)
Lancaster város az USA Ohio államában, Fairfield megyében, melynek megyeszékhelye is. Lakosainak száma 40 552 fő (2020. április 1.).

## Népesség
A település népességének változása:
| Lakosok száma | 1037 | 35 335 | 38 780 | 40 552 |
|               | 1820 | 2000   | 2010   | 2020   |